# Exochus yalupus
Exochus yalupus là một loài tò vò trong họ Ichneumonidae.